# Parlementair onderzoek besluitvorming uitzendingen
De Tijdelijke Commissie Besluitvorming Uitzendingen (TCBU) werd op 7 april 1999 ingesteld door de Tweede Kamer. Deze commissie, onder voorzitterschap van Bert Bakker (D66) onderzocht de uitzending van Nederlandse militairen in VN-verband naar vredesmissies in voormalig Joegoslavië, de Perzische Golf, Haïti, Angola, Cambodja en Cyprus. Enkele jaren later kwam er alsnog een parlementaire enquête naar de val van Srebrenica.
De commissie hield diverse openbare hoorzittingen, deed dossieronderzoek en bracht op 4 september 2000 haar rapport uit ('Vertrekpunt Den Haag').
In haar rapport werden diverse aanbevelingen gedaan voor verbetering van de procedures rond Nederlandse deelname aan vredesmissies. Hiermee moesten volgens de commissie heldere criteria (een toetsingskader) komen. De informatievoorziening aan het parlement had volgens de commissie te wensen overgelaten, terwijl ook de uitwisseling van gegevens tussen de ministeries van Defensie en Buitenlandse Zaken voor verbetering vatbaar was.

## Voorgeschiedenis
In de zomer van 1995 werd de enclave Srebrenica in Bosnië onder de voet gelopen door de Serviërs. De mannelijke moslimbevolking werd afgevoerd en grotendeels vermoord. Dit alles ondanks de aanwezigheid van Nederlandse VN-militairen.
Het echec was voor de regering reden om in oktober 1996 aan het RIOD (Rijksinstituut voor Oorlogsdocumentatie) te vragen een onderzoek in te stellen naar de gebeurtenissen voor, tijdens en na de val van Srebrenica.
Er bleven ook na dit (aangekondigde) onderzoek vragen leven in de Tweede Kamer. Op grond hiervan stelde de vaste commissie voor Defensie een werkgroep in, die moest bezien of de informatievoorziening over de afhandeling van Srebrenica kon worden verbeterd.
De commissie onder leiding van de VVD'er Blaauw adviseerde in december 1998 de Tweede Kamer om een tijdelijke commissie in te stellen die de politieke besluitvorming rond deelname aan vredesoperaties moest analyseren. Daarbij diende ook de deelname aan de operatie in voormalig Joegoslavië betrokken te worden.
Op 7 april 1999 stemde de Tweede Kamer in met dit voorstel. Een voorstel-Van Ardenne (CDA) om een parlementaire enquête in te stellen werd verworpen, evenals een voorstel-Van Middelkoop (GPV) om eerst het rapport van het NIOD* af te wachten.
- De naam van het RIOD werd per 1 januari 1999 gewijzigd in NIOD (Nederlands Instituut voor Oorlogsdocumentatie)

## Commissie
De Tijdelijke Commissie bestond uit de leden:
- Bert Bakker (voorzitter) (D66)
- Peter Rehwinkel (ondervoorzitter) (PvdA)
- Agnes van Ardenne-van der Hoeven (CDA)
- Eric Balemans (VVD)
- Harry van Bommel (SP)
- Ab Harrewijn (GroenLinks)
- Gert Schutte (GPV)

De griffier was mr. T.N.J. de Lange.

## Onderzoeksvragen en werkwijze
De commissie verrichtte onderzoek op basis van een draaiboek, waarin de doelstelling en reikwijdte van het onderzoek stonden omschreven.
Onderzoeksmethoden waren:
- onderzoek van Kamerstukken
- dossieronderzoek
- (aanvullend) literatuuronderzoek
- informele en vertrouwelijke voorgesprekken
- openbare hoorzittingen

Thema's voor het onderzoek waren:
- Het initiatief en de motieven voor deelname aan vredesmissies: wie nam het initiatief voor de Nederlandse deelname?
- Criteria voor de Nederlandse deelname: was er een toetsingskader (het Nederlandse belang, het belang voor de internationale rechtsorde, solidariteit, draagvlak, haalbaarheid van de doelstellingen, eventuele risico's, financiering)
- De informatievoorziening ten behoeve van de politieke besluitvorming (onder andere was de vraag wanneer het parlement werd geïnformeerd)
- Invloed van de publieke opinie, media op de politieke besluitvorming
- Analyse van de risico's
- Evaluatie van de operaties (werd de Kamer daarvan op de hoogte gesteld?)

Het vooronderzoek vond plaats in 1999 en begin 2000. Op 22 mei 2000 begonnen de acht openbare hoorzittingen. Deze duurden tot en met 8 juni 2000.

## Verslag en conclusies
De commissie bracht een uitvoerig verslag uit, dat uit drie delen bestaat. De kritiek op de besluitvorming en informatievoorziening spitste zich toe op de gebeurtenissen in voormalig Joegoslavië. Met name de minister van Defensie beschikte daarbij niet steeds over alle relevante informatie over de gebeurtenissen in Srebrenica.
Op grond hiervan deed de commissie enkele aanbevelingen. De belangrijkste daarvan waren:
- Het moet voor alle betrokkenen duidelijk zijn op welk moment de Kamer instemt met uitzending
- De regering moet de motieven om deel te nemen aan een vredesoperatie zo uitvoerig mogelijk aan de Kamer opsommen. Hetzelfde geldt voor motieven bij voortzetting of afronding Nederlandse deelname aan een operatie.
- De regering moet duidelijk aangegeven hoe het initiatief voor deelname tot stand is gekomen.

- De criteria voor deelname moeten helder zijn.
- Bij wijziging van mandaat, taken of locatie moet een nieuwe afweging worden gemaakt.
- Ook voortzetting of afronding moet aan duidelijke criteria worden getoetst.
- Criteria kunnen per vredesoperaties een verschillend gewicht krijgen.

- Er moeten betere afspraken komen over onderlinge informatievoorziening tussen de ministeries van Buitenlandse Zaken en Defensie.
- De Tweede Kamer moet tijdiger geïnformeerd worden. Er moet daarvoor een procedure worden afgesproken tussen regering en parlement. Het informeren moet zo veel mogelijk in de openbaarheid te gebeuren.
- De Kamer moet vaker gebruikmaken van de mogelijkheid om ambtenaren en militairen te horen over vredesoperaties.
- De Kamer moet de beschikking krijgen over alle relevante documenten

- Bij de informatievoorziening aan de Kamer moet extra aandacht worden besteed aan eventuele risico's, zowel voor de gehele vredesoperatie als voor de Nederlandse eenheden.
- Er moet duidelijkheid zijn over eventuele evacuatie.
- Bij de bewapening moet ook worden gelet op verslechtering van de veiligheidssituatie.

- Er moet in de krijgsmacht een eenduidige procedure komen voor evaluatie (debriefing) en voor het verwerken in volgende operaties van opgedane ervaringen.
- De evaluatie moet zo spoedig mogelijk aan de Tweede Kamer worden aangeboden.
- De evaluaties moeten openbaar zijn.

## Kamerdebat en vervolg
Minister-president Kok verklaarde na presentatie van het rapport welwillend te staan tegenover de wens om betere informatievoorziening. De partijen in de Tweede Kamer stemden in met de conclusies. SP en SGP meenden wel dat het rapport de noodzaak voor een grotere terughoudendheid bij Nederlandse deelname aantoonde.
Voor het onderzoek was veel waardering, maar omdat de onderzoeksopdracht betrekking had op de besluitvorming bij het uitzenden van vredesmissies en niet op de gang van zaken in Srebrenica, bleven er vragen leven. Na het verschijnen van het NIOD-rapport in 2002 besloot de Tweede Kamer alsnog een parlementaire enquête te houden. De bevindingen van de Tijdelijke Commissie Besluitvorming Uitzendingen worden daarbij betrokken.
- Meer over de parlementaire enquête naar de val van Srebrenica